# Разводже
Разводже (хорв. Razvođe) — населений пункт у Хорватії, в Шибеницько-Книнській жупанії у складі громади Промина.

## Населення
Населення за даними перепису 2011 року становило 170 осіб.
Динаміка чисельності населення поселення:

## Клімат
Середня річна температура становить 13,43 °C, середня максимальна – 28,65 °C, а середня мінімальна – -1,52 °C. Середня річна кількість опадів – 879 мм.
| Клімат поселення                              | Клімат поселення | Клімат поселення | Клімат поселення | Клімат поселення | Клімат поселення | Клімат поселення | Клімат поселення | Клімат поселення | Клімат поселення | Клімат поселення | Клімат поселення | Клімат поселення | Клімат поселення |
| Показник                                      | Січ.             | Лют.             | Бер.             | Квіт.            | Трав.            | Черв.            | Лип.             | Серп.            | Вер.             | Жовт.            | Лист.            | Груд.            |                  |
| Середній максимум, °C                         | 10,02            | 10,91            | 13,93            | 17,46            | 22,43            | 26,33            | 28,65            | 28,33            | 23,60            | 18,78            | 13,45            | 10,30            |                  |
| Середня температура, °C                       | 4,25             | 5,14             | 8,15             | 11,68            | 16,65            | 20,56            | 23,90            | 23,59            | 18,86            | 14,04            | 8,72             | 5,58             |                  |
| Середній мінімум, °C                          | −1,52            | −0,63            | 2,37             | 5,91             | 10,88            | 14,77            | 19,16            | 18,86            | 14,14            | 9,31             | 3,97             | 0,83             |                  |
| Норма опадів, мм                              | 73               | 66               | 71               | 78               | 64               | 64               | 41               | 53               | 82               | 91               | 107              | 89               |                  |
| Середньомісячна швидкість вітру, м/с          | 1.80             | 2.01             | 2.26             | 2.24             | 2.00             | 1.80             | 1.80             | 1.64             | 1.71             | 1.74             | 2.04             | 2.00             |                  |
| Середньомісячна сонячна радіація, кДж/м²·день | 5286             | 7994             | 11648            | 16202            | 20152            | 22523            | 24292            | 21258            | 15906            | 10269            | 5703             | 4524             |                  |
| --------------------------------------------- | ---------------- | ---------------- | ---------------- | ---------------- | ---------------- | ---------------- | ---------------- | ---------------- | ---------------- | ---------------- | ---------------- | ---------------- | ---------------- |
| Джерело:                                      |                  |                  |                  |                  |                  |                  |                  |                  |                  |                  |                  |                  |                  |